# Vuorekjaure
Vuorekjaure är en sjö i Arjeplogs kommun i Lappland och ingår i Umeälvens huvudavrinningsområde. Sjön har en area på 0,329 kvadratkilometer och ligger 1 002 meter över havet. Vuorekjaure ligger i Laisälven Natura 2000-område.

## Delavrinningsområde
Vuorekjaure ingår i det delavrinningsområde (734115-151997) som SMHI kallar för Mynnar i Dellikälven. Medelhöjden är 983 meter över havet och ytan är 25,89 kvadratkilometer. Det finns inga avrinningsområden uppströms utan avrinningsområdet är högsta punkten. Vattendraget som avvattnar avrinningsområdet har biflödesordning 5, vilket innebär att vattnet flödar genom totalt 5 vattendrag innan det når havet efter 445 kilometer. Avrinningsområdet består mestadels av kalfjäll (98 procent). Avrinningsområdet har 0,59 kvadratkilometer vattenytor vilket ger det en sjöprocent på 2,3 procent.